# Kay Reef
Kay Reef är ett rev på Stora barriärrevet i Australien.   Det ligger 20 km öster om Kap Yorkhalvön i delstaten Queensland.
På revets nordspets ligger Kay Island.